# Paraxerus poensis
Paraxerus poensis — вид гризунів родини Sciuridae. Він зустрічається в Беніні, Камеруні, Екваторіальній Гвінеї, Габоні, Гані, Гвінеї, Ліберії, Нігерії та Сьєрра-Леоне. Його природними середовищами проживання є субтропічні або тропічні вологі низинні ліси та плантації.

## Характеристики
P. poensis досягає середньої довжини голови та тіла від 14,8 до 16,1 сантиметра, а довжина хвоста — від 15,0 до 16,5 сантиметра. Вона важить приблизно від 100 до 115 грамів. Довжина задніх лап становить від 30 до 35 міліметрів, а довжина вух – від 11 до 15 міліметрів. Це порівняно невелика вивірка із золотисто-зеленим до оливково-зеленого та дуже густим, м’яким хутром на спині, яке частково перемежовується темним волоссям. Волосся на спині чорне біля основи та має довгий зелено-жовтий кінчик. Бічної смуги немає. Забарвлення живота блідо-жовте, хутро на животі також густе та складається з волосся із сірою основою та довгим жовтим кінчиком. Темна смуга навколо очей простягається над очима до вух, а щоки жовті над і під смугою. Самі очі мають жовте кільце навколо очей. Темно-золотисто-зелені ноги короткі, а ступні широкі з вигнутими кігтями. Хвіст дуже довгий, приблизно 105 відсотків довжини голови та тіла; він тонкий і не пухнастий. Забарвлення хвоста трохи темніше, ніж спини.

## Середовище існування
P. poensis зустрічається переважно в низинних тропічних лісах та хмарних лісах. Вона живе в чагарниках, вторинних та первинних лісах, а також у поселеннях, сільськогосподарських угіддях та на плантаціях. Ці тварини ведуть деревний денний спосіб життя. Вони всеїдні та харчуються переважно на деревах, де швидко пересуваються по гілках та стовбурах. Їхній раціон складається з фруктів, насіння та інших частин рослин, а також комах та іншої тваринної їжі, такої як пташині яйця (спостерігалося лише в неволі). Вони знаходять комах, інтенсивно обшукуючи стовбури дерев, гілки та фрагменти кори. Вони живуть поодинці або парами, хоча, ймовірно, моногамні та живуть разом у гнізді. Вони демонструють численні спільні комфортні моделі поведінки, такі як догляд або лежання разом. Вони будують свої гнізда у вигляді відкритих листяних гнізд у дуплах дерев, використовуючи як листя, так і рослинні волокна.